# Jerónimo Rodríguez
Jerónimo „Jero” Rodríguez Guemes (ur. 24 marca 1999 w mieście Meksyk) – meksykański piłkarz występujący na pozycji lewego obrońcy.